# Soda (Braque)
Pour les articles homonymes, voir Soda (homonymie).
Soda est un tableau réalisé par le peintre français Georges Braque au printemps 1912 à Paris. Cette huile sur toile adoptant le format du tondo est une nature morte cubiste. Elle est conservée au Museum of Modern Art, à New York.